# Crioa acronyctoides
Crioa acronyctoides là một loài bướm đêm trong họ Noctuidae.